# BYD F3-R
La BYD F3-R est une automobile bicorps chinoise conçue par le constructeur BYD et sortie mi-2007.